# Ломоносова Ольга Олегівна
Ломоносова Ольга Олегівна (нар. 18 травня 1978, Донецьк, Україна) — українська та російська гімнастка та акторка театру й кіно.

## Життєпис
Народилася 18 травня 1978 в Донецьку, в родині будівельника. Мати Наталія Євгенівна Ломоносова була економісткою. У 1986 році разом з сім'єю переїхала до Києва, куди перевели її батька. Ще в Донецьку почала займатися гімнастикою. Тренери відзначали у неї відмінну гнучкість. У Києві її прийняли в школу олімпійського резерву Альбіни Дерюгіної. Там вона стала кандидаткою в майстри спорту. Мати завжди мріяла про професію балерини, але реалізувати це бажання зуміла тільки дочка. У 1988 році вступила до Київського хореографічного училища. Перед цим вона намагалася вступити до Петербурзького Вагановського училища, але її туди не взяли.
В Москву поїхала в 1997 році.
Приїхавши в Москву, багато гастролювала, танцювала. Після травми, яку отримала під час гастролей у Франції, вступила до ВТУ ім. Щукіна на курс Родіона Овчинникова. Всупереч побоюванням, вступні іспити вона здала легко, навіть минувши другий тур. Живе у Москві з режисером Павлом Сафоновим. Знімається у фільмах, грає в театрі імені Вахтангова. Має доньку Варвару.

## Фільмографія

### Ролі у театрі
| Рік  | Спектакль        | Роль             | Примітки                            |
| ---- | ---------------- | ---------------- | ----------------------------------- |
|      | Прекрасні люди   | Наталія Петрівна | За п'єсою Тургенєва «Місяць у селі» |
| 2004 | Сон в літню ніч  | Гермія           | Театр ім. Станіславського           |
| 2004 | Лір              | Корделія         |                                     |
| 2005 | Калігула         | Дружина Муція    |                                     |
| 2007 | Пігмаліон        | Еліза Дуліттл    | За однойменним твором Б. Шоу        |
| 2010 | Качине полювання | Галина           |                                     |